# Vordingborg-stenen
Vordingborg-stenen er en runesten, fundet i Vordingborg i beg. 1600-tallet. Stenen blev opdaget, da kansler Christian Friis til Kragerup på en rejse gennem Vordingborg fik øje på den i toldbodens grundmur. Stenen kom til København som følge af det kgl. reskript af 1652 og er en af de tre, som overlevede Københavns brand i 1728. Den blev først opstillet i Rundetårn og i 1867 overflyttet til Nationalmuseet, hvor den nu har plads i Runehallen. 

## Indskrift
| Translitteration | Side A karþi þiauþui(r) Side B aft aþisl (u)(m)a(r)utrkau |
| Transskription   | Gærði Þiūðvēr/Þiūðvē æft Aðīsl ...                        |
| Oversættelse     | Gjorde Thjodver(?)/Thjodve efter Adils ...                |

Indskriften er ristet i parallelorden på to tilstødende sider. De to runer ui og bogstaverne HP nederst på side A er af yngre dato.